# Manorina
Manorina es un género de aves paseriformes perteneciente a la familia Meliphagidae. Sus miembros son propios de Australia.

## Especies
El género contiene 4 especies:
- Manorina flavigula - mielero goligualdo;
- Manorina melanocephala - mielero chillón;
- Manorina melanophrys - mielero cejinegro;
- Manorina melanotis - mielero orejinegro.